# Renaud Herpe
Renaud Jean Baptiste Herpe (ur. 21 lipca 1975 w Narbonie) – francuski siatkarz, były reprezentant Francji, grający na pozycji przyjmującego. 

## Kariera seniorska
| Lata         | Kluby                       |
| ------------ | --------------------------- |
| 1994–1996    | Arago de Sète               |
| 1996–1997    | Stade Poitevin Poitiers     |
| 1997–1999    | Montpellier UC              |
| 1990–03.2000 | Arago de Sète               |
| 03.2000–2000 | Lube Banca Marche Macerata  |
| 2000–2003    | Icom Latina                 |
| 2003–04.2004 | Telephonica Gioia del Colle |
| 04.2004–2004 | Stade Poitevin Poitiers     |
| 2004–2005    | Prisma Volley Taranto       |
| 2005         | Olympiakos Pireus           |
| 2005–2007    | Lube Banca Marche Macerata  |
| 2007–2008    | Ural Ufa                    |
| 2008–2009    | Panathinaikos Ateny         |
| 2009–2010    | Itas Diatec Trentino        |
| 2010–2011    | Marmi Lanza Werona          |
| 2011–01.2014 | Narbonne Volley             |

## Sukcesy klubowe
Mistrzostwo Francji:
- 1995

Puchar CEV:
- 2006
- 2009

Mistrzostwo Włoch:
- 2006
- 2010

Superpuchar Włoch:
- 2006

Mistrzostwo Grecji:
- 2009

Klubowe Mistrzostwo Świata:
- 2009

Puchar Włoch:
- 2010

Liga Mistrzów:
- 2010

## Nagrody indywidualne
- 2009: Najlepszy przyjmujący turnieju finałowego Pucharu CEV